# Мілешево (Воєводина)
Мілешево (серб. Милешево) — село в Сербії, належить до общини Бечей Південно-Бацького округу в багатоетнічному, автономному краю Воєводина.

## Населення
Населення села становить 1155 осіб (2002, перепис), з них:
- мадяри — 571 — 51,07%;
- серби — 485 — 43,38%;

Решту жителів  — з десяток різних етносів, зокрема: хорвати, роми, словаки і кілька русинів-українців.